# Munderi
Munderi è una suddivisione dell'India, classificata come census town, di 19.478 abitanti, situata nel distretto di Kannur, nello stato federato del Kerala. In base al numero di abitanti la città rientra nella classe IV (da 10.000 a 19.999 persone).

## Geografia fisica
La città è situata a 11° 55' 46 N e 75° 26' 21 E.

## Società

### Evoluzione demografica
Al censimento del 2001 la popolazione di Munderi assommava a 19.478 persone, delle quali 9.211 maschi e 10.267 femmine. I bambini di età inferiore o uguale ai sei anni assommavano a 2.276, dei quali 1.166 maschi e 1.110 femmine. Infine, coloro che erano in grado di saper almeno leggere e scrivere erano 15.881, dei quali 7.761 maschi e 8.120 femmine.